# Martin Luc Huin
Martin Luc Huin, né le 20 octobre 1836 à Guyonvelle en Haute-Marne et mort décapité le 30 mars 1866  à Boryeong en Corée, est un prêtre missionnaire des Missions étrangères de Paris reconnu comme martyr et saint par l'Église catholique.
Martin Luc Huin fait partie des cent-trois martyrs de Corée ; il a été décapité sur la plage de Galmaemot à Boryeong. 
Une paroisse de 34 communes situées autour de Bourbonne-les-Bains porte aujourd'hui son nom.

## Vie
Luc-Martin Huin est le neuvième enfant de Claude Huin et Jeanne Chodot, vignerons. Il est baptisé dès le surlendemain par le curé de Laferté, l'abbé Martin, qui est responsable de Guyonvelle. Deux de ses sœurs, Marie et Stéphanie, deviendront religieuses dans la congrégation des Sœurs de la Providence de Langres sous le nom respectivement de Sœur Didier et Sœur Ananie. 
Entré au Petit Séminaire de Langres en 1851, il reçoit l'habit clérical en 1855 et songe à devenir missionnaire. Mais ce départ en mission ne pourra se réaliser que neuf ans plus tard, après le Grand Séminaire, deux années de ministère comme vicaire à Voisey, dans son diocèse, et une année au Séminaire des Missions étrangères de Paris pour une préparation spécifique à un apostolat missionnaire en Asie.  
Il est ordonné prêtre le 29 juin 1861 par Mgr Guerrin, évêque de Langres.  
Le 15 juillet 1864, il s'embarque à Marseille avec neuf compagnons en destination de la Corée. Le voyage passe par le canal de Suez, fait escale à Ceylan, Singapour, Saïgon, Hong-Kong. Après une longue attente en Mandchourie, le Père Huin atteint la Corée par la côte Est, probablement par le golfe septentrional de la presqu'île du Naï-po, entre le 20 et le 27 mai 1865, et pénètre clandestinement dans le pays. Particulièrement doué, il apprend rapidement la langue coréenne et commence son travail effectif de missionnaire.    
Celui-ci sera, cependant, de courte durée : malgré l'appui de plusieurs membres de la famille royale convertis au christianisme, la persécution est décidée par le conseil des ministres et, à la faveur d'une trahison, Mgr Berneux est arrêté le premier (23 février 1866) et, à sa suite, plusieurs missionnaires français. Arrêté à son tour en même temps que deux autres missionnaires, Mgr Antoine Daveluy et le P. Pierre Aumaître, et un catéchiste coréen nommé Joseph Chang Chu-gi, le Père Huin, après de longs interrogatoires et de cruelles tortures, est décapité d'un coup de sabre le Vendredi Saint, 30 mars 1866, à Galmaemot près de Boryeong, dans la province de Chungcheong.    
La nouvelle parvient à Paris le 4 septembre suivant. Le lendemain, une « grande fête » sera organisée « devant la statue de la Très Sainte Vierge qui est à Meudon », avec chant solennel du Te Deum.   

## Canonisation
Il est béatifié le 6 octobre 1968 à Rome par le pape Paul VI et canonisé le 6 mai 1984 à Séoul (Corée du Sud) par le pape Jean-Paul II. 
Saint Martin Luc Huin est fêté le 20 septembre.